# National Hockey League 1958/1959
National Hockey League 1958/1959 var den 42:e säsongen av NHL. 6 lag spelade 70 matcher i grundserien innan Stanley Cup inleddes den 24 mars 1959. Stanley Cup vanns av Montreal Canadiens som tog sin 11:e titel, efter finalseger mot Toronto Maple Leafs med 4-1 i matcher. Montreal tog sin 4:e raka Stanley Cup-titel.
Dickie Moore, Montreal Canadiens, vann poängligan för andra året i rad. Säsongen 1958/1959 hade han 96 poäng, 41 mål och 55 assist.

## Grundserien
| Nr | Lag                 | S  | V  | O  | F  | GM  | IM  | MS   | P  |
| -- | ------------------- | -- | -- | -- | -- | --- | --- | ---- | -- |
| 1  | Montreal Canadiens  | 70 | 39 | 13 | 18 | 258 | 158 | +100 | 91 |
| 2  | Boston Bruins       | 70 | 32 | 9  | 29 | 205 | 215 | −10  | 73 |
| 3  | Chicago Black Hawks | 70 | 28 | 13 | 29 | 197 | 208 | −11  | 69 |
| 4  | Toronto Maple Leafs | 70 | 27 | 11 | 32 | 189 | 201 | −12  | 65 |
| 5  | New York Rangers    | 70 | 26 | 12 | 32 | 201 | 217 | −16  | 64 |
| 6  | Detroit Red Wings   | 70 | 25 | 8  | 37 | 167 | 218 | −51  | 58 |

## Poängligan 1958/1959
Not: SM = Spelade matcher, M = Mål, A = Assists, Pts = Poäng
| Spelare         | Lag                 | SM | M  | A  | Pts |
| --------------- | ------------------- | -- | -- | -- | --- |
| Dickie Moore    | Montreal Canadiens  | 70 | 41 | 55 | 96  |
| Jean Beliveau   | Montreal Canadiens  | 64 | 45 | 46 | 91  |
| Andy Bathgate   | New York Rangers    | 70 | 40 | 48 | 88  |
| Gordie Howe     | Detroit Red Wings   | 70 | 32 | 46 | 78  |
| Ed Litzenberger | Chicago Black Hawks | 70 | 33 | 44 | 77  |

## Slutspelet 1959
4 lag gjorde upp om Stanley Cup-pokalen, matchserierna avgjordes i bäst av sju matcher.
Semifinaler
Montreal Canadiens vs. Chicago Black Hawks
| Datum   | Hemma               | Mål | Borta               | Mål |
| ------- | ------------------- | --- | ------------------- | --- |
| 24 mars | Montreal Canadiens  | 4   | Chicago Black Hawks | 2   |
| 26 mars | Montreal Canadiens  | 5   | Chicago Black Hawks | 1   |
| 28 mars | Chicago Black Hawks | 4   | Montreal Canadiens  | 2   |
| 31 mars | Chicago Black Hawks | 3   | Montreal Canadiens  | 1   |
| 2 april | Montreal Canadiens  | 4   | Chicago Black Hawks | 2   |
| 4 april | Chicago Black Hawks | 4   | Montreal Canadiens  | 5   |

Montreal Canadiens vann semifinalserien med 4-2 i matcher
Boston Bruins vs. Toronto Maple Leafs
| Datum   | Hemma               | Mål | Borta               | Mål | Not      |
| ------- | ------------------- | --- | ------------------- | --- | -------- |
| 24 mars | Boston Bruins       | 5   | Toronto Maple Leafs | 1   |          |
| 26 mars | Boston Bruins       | 4   | Toronto Maple Leafs | 2   |          |
| 28 mars | Toronto Maple Leafs | 3   | Boston Bruins       | 2   | SD 05:02 |
| 31 mars | Toronto Maple Leafs | 3   | Boston Bruins       | 2   | SD 11:21 |
| 2 april | Boston Bruins       | 1   | Toronto Maple Leafs | 4   |          |
| 4 april | Toronto Maple Leafs | 4   | Boston Bruins       | 5   |          |
| 7 april | Boston Bruins       | 2   | Toronto Maple Leafs | 3   |          |

Toronto Maple Leafs vann semifinalserien med 4-3 i matcher

## Stanley Cup-final
Montreal Canadiens vs. Toronto Maple Leafs
| Datum    | Hemma               | Mål | Borta               | Mål | Spelplats                   | Not      |
| -------- | ------------------- | --- | ------------------- | --- | --------------------------- | -------- |
| 9 april  | Montreal Canadiens  | 5   | Toronto Maple Leafs | 3   | Forum, Montreal             |          |
| 11 april | Montreal Canadiens  | 3   | Toronto Maple Leafs | 1   | Forum, Montreal             |          |
| 14 april | Toronto Maple Leafs | 3   | Montreal Canadiens  | 2   | Maple Leaf Gardens, Toronto | SD 10:06 |
| 16 april | Toronto Maple Leafs | 2   | Montreal Canadiens  | 3   | Maple Leaf Gardens, Toronto |          |
| 18 april | Montreal Canadiens  | 5   | Toronto Maple Leafs | 3   | Forum, Montreal             |          |

Montreal Canadiens vann finalserien med 4-1 i matcher

## NHL awards
| 1958–59 NHL awards            | 1958–59 NHL awards                  |
| ----------------------------- | ----------------------------------- |
| Prince of Wales Trophy:       | Montreal Canadiens                  |
| Art Ross Memorial Trophy:     | Dickie Moore, Montreal Canadiens    |
| Calder Memorial Trophy:       | Ralph Backstrom, Montreal Canadiens |
| Hart Memorial Trophy:         | Andy Bathgate, New York Rangers     |
| James Norris Memorial Trophy: | Tom Johnson, Montreal Canadiens     |
| Lady Byng Memorial Trophy:    | Alex Delvecchio, Detroit Red Wings  |
| Vezina Trophy:                | Jacques Plante, Montreal Canadiens  |

## All-Star
| Första                             | Position | Andra                               |
| ---------------------------------- | -------- | ----------------------------------- |
| Jacques Plante, Montreal Canadiens | M        | Terry Sawchuk, Detroit Red Wings    |
| Tom Johnson, Montreal Canadiens    | B        | Marcel Pronovost, Detroit Red Wings |
| Bill Gadsby, New York Rangers      | B        | Doug Harvey, Montreal Canadiens     |
| Jean Beliveau, Montreal Canadiens  | C        | Henri Richard, Montreal Canadiens   |
| Andy Bathgate, New York Rangers    | HF       | Gordie Howe, Detroit Red Wings      |
| Dickie Moore, Montreal Canadiens   | VF       | Alex Delvecchio, Detroit Red Wings  |